# Vajdasági protestáns kataszter
A Vajdasági protestáns kataszter a reformáció emlékévéhez kapcsolódó vajdasági kiadvány, amely bemutatja a délvidéki lutheránus és református egyházakat, azok gyülekezeteit. A történelmi áttekintés mellett a kataszter a jelen állapotot kívánja bemutatni az érdeklődőknek. Szerkesztő: Tómó Margaréte. Előszót dr. Hafenscher Károly, a Reformáció Emlékbizottság miniszteri biztosa írt. A borítón Szalai Attila grafikái lettek felhasználva.
A Vajdasági protestáns kataszter a Minerva Könyvképző első könyve.
A kérdőíves módszerrel készült kiadvány kitér a gyülekezetek történetére, a templom vagy imaház történetére, a gyülekezet tevékenységére, az anyakönyvek őrzési helyére is.